# ユーロコプター フェニック
AS.550 フェニック
AS.555 フェニック 2
フランス軍のAS555 UN フェニック 2
- 用途：連絡, 攻撃, 洋上監視
- 分類：軽汎用ヘリコプター
- 設計者：アエロスパシアル
- 製造者：アエロスパシアル, ユーロコプター
- 運用者：#運用を参照
- 運用開始：1990年

ユーロコプター フェニック (英語: Eurocopter Fennec) は、ユーロコプター（現エアバス・ヘリコプターズ）社が供給する軽量汎用ヘリコプターである。
大きく分けて単発エンジンのAS.550 フェニック (Fennec) と双発エンジンのAS.555 フェニック 2 (Fennec 2) があり、それぞれエキュレイユとエキュレイユ2シリーズを基にしている。
名称は、サハラ砂漠で見つかった大きな耳を持つ小型の狐であるフェニックに由来する。軍用に武装したAS.550とAS.555は固定武装、ロケット、魚雷等を搭載できる。ユーロコプターの社名変更に伴い、現在はH125Mと改称されている。

## 派生型
単発
AS.350 L1/L2 エキュレイユ
軍用であるAS350の原型
AS.550 C2 フェニック
AS350 B2の武装型
AS.550 U2 フェニック
AS350 B2の非武装型
AS.550 C3 フェニック
AS350 B3の武装型
双発
AS.355 M/M2 エキュレイユ 2
原型機はAS355 Fの軍用型
AS.555 AF フェニック 2
AS355 Nの武装型
AS.555 AN フェニック 2
20mm キャノン砲搭載
AS.555 AR フェニック 2
キャノンとロケット弾搭載
AS.555 MN フェニック 2
非武装型海軍仕様
AS.555 MR フェニック 2
海軍仕様
AS.555 SN フェニック 2
武装型海軍仕様
AS.555 SR フェニック 2
武装型海軍仕様
AS.555 UN フェニック 2
練習、多用途
AS.555 UR フェニック 2
多用途
AS.555 SP フェニック 2
海軍型 AS355 NP.

## 運用
- アルゼンチン (アルゼンチン海軍: AS555 SN)
- オーストラリア (オーストラリア陸軍 とオーストラリア海軍: AS350 BA 練習機)
- ベナン (ベナン人民軍: AS350 B 観測ヘリコプター)
- ボツワナ (ボツワナ軍: AS350 B, BA とB3 練習機)
- ブラジル (ブラジル空軍: HB350B とAS355F2練習機と要人ヘリコプター; ブラジル陸軍: HB350L1 攻撃ヘリコプター; ブラジル海軍: HB350BA, AS350B, AS350BA, HB350B, HB350BA とAS355F2 練習機と捜索、救助ヘリコプター)
- ブルキナファソ (ブルキナファソ国陸軍: AS350 B 輸送ヘリコプター)
- 中央アフリカ (中央アフリカ共和国空軍: AS350 B as 輸送ヘリコプター)
- カンボジア カンボジア空軍: AS355 N 練習機; カンボジア政府: AS350 B 要人ヘリコプター)
- チリ (チリ陸軍: AS350 B3 観測ヘリコプター)
- コロンビア (コロンビア軍: AS555 SN 対地ヘリコプター)
- デンマーク (デンマーク陸軍: AS550 C2 scoutを武装し対戦車ヘリコプターとして運用していたが現在は対戦車任務を解かれている)
- ジブチ (ジブチ軍: AS355 F as 輸送ヘリコプター)
- エクアドル (エクアドル陸軍: 2024年時点で、7機のAS350C3（H125M）を保有[2])
- フランス (フランス空軍: 2024年時点で、37機のAS555を保有[3]; フランス陸軍: 2023年時点で、18機のAS555 UN 練習機を保有[4])
- ガボン (ガボン軍: AS350 B 輸送ヘリコプター)
- ギニア (ギニア軍: AS350 B リエゾンヘリコプター)
- ケニア (ケニア空軍: 2024年時点で、8機のH125Mを保有[5]）
- モーリシャス  (モーリシャス警察隊: AS350 B 警察ヘリコプター)
- マレーシア (マレーシア海軍: AS555 SN 対水上艦攻撃ヘリコプター)
- マリ (マリ軍: AS350 B 輸送ヘリコプター)
- マラウイ (マラウイ軍: AS350 L1 と AS355 F2 輸送ヘリコプター)
- メキシコ (メキシコ海軍: AS555 AF 着手ヘリコプター)
- ネパール (ネパール陸軍: AS350 B2 and AS350 B3 リエゾンヘリコプター)
- パキスタン (パキスタン海軍: AS350 B3 観測ヘリコプター)
- パラグアイ (パラグアイ軍: HB350B 輸送、観測、練習ヘリコプター)
- セネガル (セネガル軍): AS355 F1 輸送ヘリコプター)
- タイ (タイ空軍: AS350 B2 観測ヘリコプター)
- チュニジア (チュニジア空軍: AS350 B 輸送ヘリコプター)
- アラブ首長国連邦 (アラブ首長国連邦空軍: AS350 B2 と AS350 B3 練習機)
- イギリス (防衛ヘリコプター学校: AS350 BB 練習機)
- ウルグアイ (ウルグアイ軍: AS355 F2 捜索、救助ヘリコプター)
- ベネズエラ (ベネズエラ警備隊: AS355 F2 観測ヘリコプター;  AS350 B 要人ヘリコプター)

## 仕様 (AS550 C3)
概要
- 形式: 非武装多用途ヘリコプター
- 乗員: 1/2
- 重量(空): 1,241 kg (2,736 lbs)
- 重量(満載): 2,250kg (4,960 lbs), または 外部積載物搭載時 2,800 kg (6,172 lbs)
- 全長: 12.94 m (42.45 ft)
- 全高: 3.24 m (10.63 ft)
- 回転翼直径: 10.69 m (35.07 ft)
- エンジン: チュルボメカ アリエル 2B または 2B1 ターボシャフトエンジン 1基, 632 kW (847 shp)
- 最高速度: 259 km/h=M0.21 (140 knots)
- 運用範囲: 328 km (178 nm)
- 飛行時間: 4 hr 18 min

武装
- 対戦車ミサイル: BGM-71 TOW
- ロケット弾:70 mm (2.75in) Forges de Zeebrugge ロケット弾 7発 または 68 mm タレス Brandt ロケット弾 12発
- 機関砲: 20mm Giat M621 キャノン
- 機関銃: FN Hershal 7.62mm 連装機関銃 または 12.7mm 連装機関銃ポッド
- 対艦攻撃兵器: 多種類の魚雷